# Nitrotriazolon
| Nitrotriazolon                                                                                                  |                             |
| |                             |
| A 3-nitro-1,2,4-triazol-5-on szerkezeti képlete                                                                 |                             |
| Kémiai azonosítók                                                                                               |                             |
| PubChem | 3453883                     |
| ChemSpider | 2696109                     |
| EINECS-szám | 213-254-4                   |
| InChIKey | QJTIRVUEVSKJTK-UHFFFAOYSA-N |
| UNII | 43WPQ5QCE3                  |
| Kémiai és fizikai tulajdonságok                                                                                 |                             |
| Moláris tömeg                                                                                                   | 130,06 g/mol                |
| Sűrűség | 1,93 g/cm³                  |
| Olvadáspont | 273–275 °C                  |
| Ha másként nem jelöljük, az adatok az anyag standardállapotára (100 kPa) és 25 °C-os hőmérsékletre vonatkoznak. |                             |

A Nitrotriazolon (rövidítve: NTO, kémiai nevén: 3-nitro-1,2,4-triazol-5-on) nagy hatásfokú, viszonylag alacsony érzékenységű, hőstabil heterociklusos szemikarbazid eredetű erős robbanóanyag, amelyet először 1905-ben azonosítottak, de robbanásveszélyes tulajdonságait csak az 1980-as években kutatták.  Gyakran alkalmazzák katonai célokra, különösen modern kompozit robbanóanyagok összetevőjeként. Képlete: C₂H₂N₄O₃. 
A nitrotriazolont fokozatosan alkalmazzák olyan új robbanékony készítményekben, mint például az IMX-101, amely a TNT új, kifejezetten biztonságosabb alternatívája, amelyet 2010-ben fejlesztett ki a BAE Systems, ahol 2,4-dinitroanizollal (DNAN) és nitroguanidinnel kombinálják. Mint ilyen, az NTO megtalálható az IMX-készítmények túlnyomó többségében.

## Fordítás
Ez a szócikk részben vagy egészben  a   Nitrotriazolone című angol Wikipédia-szócikk ezen változatának fordításán alapul.  Az eredeti cikk szerkesztőit annak laptörténete sorolja fel. Ez a jelzés csupán a megfogalmazás eredetét és a szerzői jogokat jelzi, nem szolgál a cikkben szereplő információk forrásmegjelöléseként.